# Chris Barker
Christopher Barker, detto Chris, noto anche con lo pseudonimo di Chris #2 (Pittsburgh, 13 maggio 1980), è un bassista statunitense, bassista e seconda voce del gruppo hardcore punk statunitense Anti-Flag.
Barker è vegano e animalista, e aiuta il PETA insieme agli Anti-Flag.

## Discografia

### Con gli Anti-Flag

#### Album in studio
- 1999 - A New Kind of Army (A-F Records)
- 2001 - Underground Network (Fat Wreck Chords)
- 2002 - Mobilize (A-F Records)
- 2002 - BYO Split Series, Vol. 4 (BYO Records)
- 2003 - The Terror State (Fat Wreck Chords)
- 2006 - For Blood and Empire (RCA Records)
- 2008 - The Bright Lights of America (RCA Records)
- 2009 - The People or the Gun (SideOneDummy Records)

### Con i Whatever It Takes

#### Album in studio
- 2003 - 'A Fistful of Revolution

### Con i White Wives
- 2011 - Happeners (Adeline Records)

## Crediti
- Red Lights Flash - Free, produttore della traccia Boost The Economy.
- Punk Goes Acoustic 2, ingegnere del suono[2]
- The A.K.A.s. (Are Everywhere) - Everybody Make Some Noise!, voce addizionale[2]